# Críticas al Protocolo de Kioto
Aunque es un tratado mundial, el Protocolo de Kioto ha recibido críticas.

## Críticas al Protocolo de Kioto
Algunos también argumentan que el protocolo no va lo suficientemente lejos para frenar las emisiones de gases de efecto invernadero y evitar el cambio climático peligroso (Niue, las Islas Cook y Nauru agregaron notas a este efecto al firmar el protocolo).
Algunos  economistas ambientales han sido críticos con el Protocolo de Kioto. Muchos ven que los costos del Protocolo de Kioto superan los beneficios, algunos creen que los estándares que establece Kioto son demasiado optimistas, otros ven un acuerdo altamente inequitativo e ineficiente que haría poco para frenar las emisiones de gases de efecto invernadero. También hay economistas que creen que se debe seguir un enfoque completamente diferente al propuesto por el Protocolo de Kioto.
En Rusia, Andrey Illarionov, quien fue asesor de política económica del Presidente de Rusia, Vladímir Putin, expresó la opinión de que, dado que la civilización humana se basa en el consumo de hidrocarburos, la adopción de los acuerdos de Kioto podría tener un impacto negativo en la economía rusa. Consideró que el acuerdo de Kioto es discriminatorio y no universal, ya que las principales fuentes de emisiones de dióxido de carbono como Estados Unidos, China, India, Brasil, México y Corea, así como varios países en desarrollo, no se imponen ninguna restricción. Andrei Illarionov también se refirió a una gran cantidad de trabajos que ponen en duda la idea misma de un efecto "invernadero" causado por la acumulación de dióxido de carbono.

### Año base como controversia 1990
Además, existe controversia en torno al uso de 1990 como año base.[cita requerida], además de no utilizar las emisiones per cápita como base. Los países obtuvieron distintos logros en materia de eficiencia energética en 1990. Por ejemplo, la ex Unión Soviética y los países de Europa oriental hicieron poco para abordar el problema y su eficiencia energética alcanzó su peor nivel en 1990, el año anterior a sus regímenes comunistas. Por otro lado, Japón, como gran importador de recursos naturales, tuvo que mejorar su eficiencia después de la crisis del petróleo de 1973 y su nivel de emisiones en 1990 fue mejor que el de la mayoría de los países desarrollados. Sin embargo, tales esfuerzos se dejaron de lado y se pasó por alto la inactividad de la ex Unión Soviética, que incluso podría generar grandes ingresos debido al comercio de emisiones. Existe el argumento de que el uso de emisiones per cápita como base en los siguientes tratados tipo Kyoto puede reducir la sensación de desigualdad entre países desarrollados y en desarrollo por igual, como puede revelar en actividades y responsabilidades entre países.

### La crítica de James Hansen
James E. Hansen, director del NASA del  Goddard Instituto de Estudios Espaciales y eminente científico del clima, ha afirmado que el Clima de las Naciones Unidas Change Conference que tendrá lugar en el Bella Center en Copenhague, Dinamarca, entre el 7 y el 18 de diciembre de 2009 (que incluye la 15ª Conferencia de las Partes (COP 15) del Convención Marco de las Naciones Unidas sobre el Cambio Climático y la Quinta Reunión de las Partes (COP / MOP 5) del Protocolo de Kyoto) es una 'farsa' y se planeó boicotear porque buscaba un contraproducente acuerdo para limitar las emisiones a través de un ineficiente e indulgente sistema de "Comercio de derechos de emisión". "Están vendiendo indulgencias allí", afirma Hansen. "Las naciones desarrolladas quieren continuar básicamente como de costumbre, por lo que se espera que compren indulgencias para dar una pequeña cantidad de dinero a países en desarrollo. Lo hacen en forma de compensaciones y fondo de adaptación." Hansen prefiere un "impuesto al carbono" progresivo, no el sistema de "tope y comercio" del Protocolo de Kyoto; este impuesto comenzaría en el equivalente de aproximadamente $ 1 por galón de gasolina y todos los ingresos se devolverían directamente a los miembros del público como un dividendo inversamente proporcional a su huella de carbono.
"Entonces, por ejemplo, en el Protocolo de Kioto, eso fue muy ineficaz. Incluso los países que supuestamente asumieron los requisitos más estrictos, como Japón, por ejemplo, si miras sus emisiones reales, su uso real de combustibles fósiles, ves que sus emisiones de CO2 en realidad aumentaron aunque se suponía que debían disminuir. Porque aumentó su uso de carbón y utilizaron compensaciones para cumplir su objetivo. Las compensaciones no ayudan significativamente. Es por eso que el enfoque que está utilizando Copenhague para especificar objetivos para la reducción de emisiones y luego permitir compensaciones para lograr gran parte de esa reducción es realmente falso. Y eso tiene que ser expuesto. De lo contrario, al igual que en el Protocolo de Kioto, nos daremos cuenta 10 años después, vaya, realmente no hizo mucho ".

### Crítica de las organizaciones verdes
Rising Tide North America afirma:
"Los límites de emisión no incluyen las emisiones de la aviación y el transporte marítimo internacionales, pero se suman a los gases industriales, los clorofluorocarbonos o los CFC, que se tratan en el Protocolo de Montreal sobre sustancias que agotan la capa de ozono de 1987. El parámetro de referencia Los niveles de emisión de 1990 fueron aceptados por la Conferencia de las Partes de la CMNUCC (decisión 2 / CP.3) "

### Exención de países en desarrollo
Ha habido críticas (especialmente de Estados Unidos) sobre la exención de países en desarrollo, como China e India, de tener que reducir sus emisiones de gases de efecto invernadero bajo el Protocolo de Kioto. La Administración Bush ha criticado el Protocolo de Kioto basándose en que el 80 por ciento del mundo está exento de los estándares de reducción de emisiones, así como del potencial daño económico para Estados Unidos. Otro argumento es que los países en desarrollo en el momento de la creación del tratado y ahora han sido grandes emisores de gases de efecto invernadero. Los gases de efecto invernadero no permanecen en el área en la que se emiten, sino que se mueven por la atmósfera de la Tierra. Por lo tanto, algunos dicen que incluso si el mayor emisor de gases de efecto invernadero del mundo abordara el problema del cambio climático, el impacto en la atmósfera sería mínimo si otros países del mundo no trabajaran para reducir sus niveles de emisión también. También hay críticas sobre el verdadero impacto del Protocolo de Kioto a largo plazo en la reducción de las emisiones de gases de efecto invernadero porque se cuestiona cuánto los países desarrollados pueden compensar sus emisiones mientras los países en desarrollo continúan emitiendo estos gases de efecto invernadero.

### Impacto a largo plazo
Se critica que el Protocolo de Kioto no hace lo suficiente para abordar el tema del cambio climático y la contaminación a largo plazo. Una crítica es que el cambio climático es un problema ambiental único, pero el Protocolo de Kioto siguió el formato de los otros tratados internacionales (no necesariamente útiles para los problemas ambientales) en lugar de promover la innovación al abordar el tema del calentamiento global. Otra crítica es que el Protocolo de Kioto se centra demasiado en las emisiones de carbono y no aborda otros contaminantes, como el dióxido de azufre y los óxidos de nitrógeno, que o bien causan un daño directo a la salud humana y / o pueden abordarse con tecnología. Algunos también afirman que el Protocolo de Kioto no promueve soluciones a largo plazo para reducir las emisiones de gases de efecto invernadero,
sino soluciones a corto plazo para que los países intenten cumplir con los estándares de reducción de emisiones (ya sea reduciendo las emisiones o encontrando formas de obtener créditos comerciales). Del mismo modo, se ha criticado que el Protocolo de Kioto no aborda la concentración de gases de efecto invernadero en la atmósfera, sino más bien las emisiones de gases de efecto invernadero, centrándose en el corto plazo sobre el largo plazo.

### Petición de Oregón
El Proyecto de Petición de Calentamiento Global, también conocido como Petición de Oregón, es una petición que insta al gobierno de los Estados Unidos a rechazar el Protocolo de Kyoto de 1997 sobre el calentamiento global y políticas similares. El sitio web de la petición dice: "La lista actual de 31.487 firmantes de la petición incluye 9.029 doctorados; 7.157 MS; 2.586 MD y DVM; y 12.715 BS o títulos académicos equivalentes.

El texto del Proyecto de petición de calentamiento global dice: 
 Instamos al gobierno de los Estados Unidos a rechazar el acuerdo sobre el calentamiento global que fue escrito en Kyoto, Japón en diciembre de 1997... Los límites propuestos para los gases de efecto invernadero dañarían el medio ambiente, obstaculizarían el avance de la ciencia y la tecnología y dañarían la salud y bienestar de la humanidad... No hay evidencia científica convincente de que la liberación humana de dióxido de carbono, metano u otros gases de efecto invernadero esté causando o causará, en un futuro previsible, un calentamiento catastrófico de la atmósfera de la Tierra y una alteración del clima de la Tierra. Además, existe evidencia científica sustancial de que los aumentos en el dióxido de carbono atmosférico producen muchos efectos beneficiosos sobre los entornos naturales de plantas y animales de la Tierra.

## Críticas al comercio de carbono

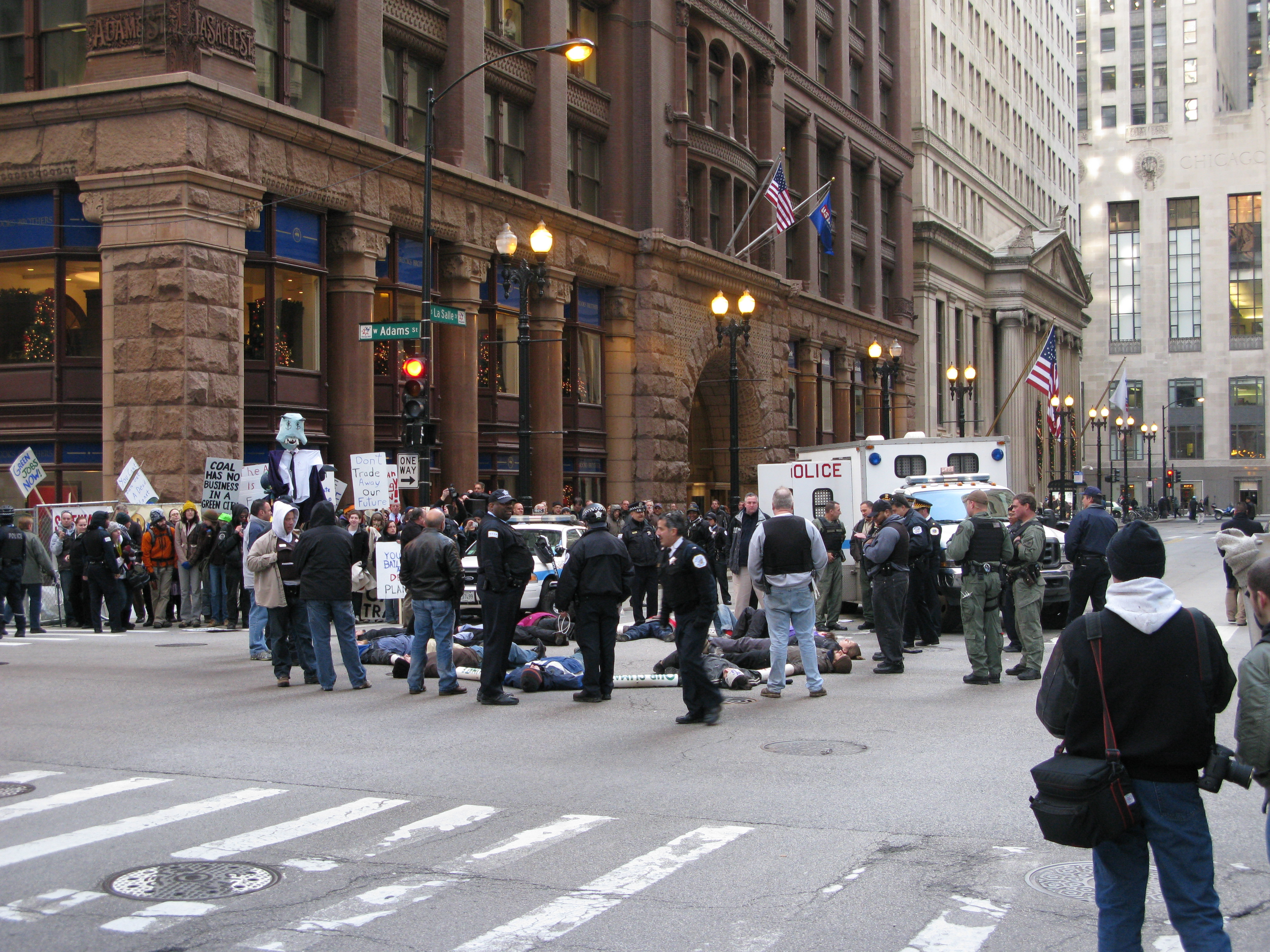
Activistas por la justicia climática de Chicago protestando por la legislación de comercio y tope frente a Chicago Climate Exchange edificio en Chicago Loop

Hay un gran número de críticos del comercio de carbono como mecanismo de control. Los críticos incluyen organizaciones no gubernamentales de justicia ambiental, economistas, organizaciones laborales y aquellos preocupados por el suministro de energía y los impuestos excesivos. Algunos ven el comercio de carbono como una toma de control del mercado libre por parte del gobierno. Argumentan que se debe evitar el comercio de asignaciones por contaminación porque dan como resultado fallas en la contabilidad, ciencia dudosa y los impactos destructivos de los proyectos en la población y el medio ambiente locales. En cambio, abogan por hacer reducciones en la fuente de contaminación y políticas energéticas que estén basadas en la justicia y sean impulsadas por la comunidad. Muchos argumentan que los esquemas de comercio de emisiones basados en "límites máximos y comercio" necesariamente reducirán los empleos y los ingresos. La mayoría de las críticas se han centrado en el mercado de carbono creado a través de la inversión en los Mecanismos de Kioto. En general, las críticas al comercio de emisiones con límites máximos y comercio se han limitado más a la falta de credibilidad en la primera fase del RCDE UE.
Los críticos argumentan que el comercio de emisiones hace poco para resolver los problemas de contaminación en general, ya que los grupos que no contaminan venden su conservación al mejor postor. Las reducciones generales tendrían que provenir de una reducción suficiente de las asignaciones disponibles en el sistema.
Las agencias reguladoras corren el riesgo de emitir demasiados créditos de emisión, diluir la efectividad de la regulación y prácticamente eliminar el límite. En este caso, en lugar de una reducción neta de las emisiones de dióxido de carbono, los beneficiarios del comercio de emisiones simplemente contaminan más. Los Planes Nacionales de Asignación de los gobiernos miembros del Esquema de Comercio de Emisiones de la Unión Europea fueron criticados por esto cuando se hizo evidente que las emisiones reales serían menores que las asignaciones de carbono emitidas por el gobierno al final de la Fase I del esquema. Ciertos esquemas de comercio de derechos de emisión han sido criticados por la práctica de derechos adquiridos, en los que los gobiernos otorgan derechos gratuitos a los contaminadores, en lugar de que se les obligue a pagar por ellos. Los críticos, en cambio, abogan por subastar los créditos. Los ingresos podrían utilizarse para la investigación y el desarrollo de tecnología sostenible.
Los críticos del comercio de carbono, como Carbon Trade Watch, argumentan que pone un énfasis desproporcionado en los estilos de vida individuales y las huellas de carbono, distrayendo la atención de los cambios sistémicos más amplios y la acción política colectiva que se debe tomar para abordar el cambio climático resultante del calentamiento global. Grupos como  the Corner House han argumentado que el mercado elegirá los medios más fáciles para ahorrar una determinada cantidad de carbono en el corto plazo, que puede ser diferente del camino requerido para obtener y reducciones considerables durante un período más largo, por lo que es probable que un enfoque dirigido por el mercado refuerce el bloqueo tecnológico. Por ejemplo, los recortes pequeños a menudo se pueden lograr a bajo costo mediante la inversión para hacer que una tecnología sea más eficiente, donde los recortes más grandes requerirían desechar la tecnología y usar una diferente. También argumentan que el comercio de emisiones está socavando enfoques alternativos para el control de la contaminación con los que no se combina bien, por lo que el efecto general que está teniendo es detener cambios significativos hacia tecnologías menos contaminantes.
La incertidumbre correspondiente bajo un impuesto es el nivel de reducción de emisiones logrado.[cita requerida]
El Financial Times publicó un artículo sobre los sistemas de tope y comercio que argumentó que "los mercados de carbono crean un lío" y "...dejan mucho espacio para una manipulación no verificable".
Una crítica más reciente al comercio de emisiones con respecto a la implementación es que los bosques primarios, que tienen tasas lentas de absorción de carbono, están siendo talados y reemplazados por vegetación de rápido crecimiento, en detrimento de las comunidades locales.
Las propuestas recientes de esquemas alternativos para evitar los problemas de los esquemas de tope y comercio incluyen Cap and Share, que estaba siendo considerado activamente por el Parlamento irlandés en mayo de 2008, y los esquemas "Sky Trust". Estos esquemas establecen que los esquemas de tope y comercio o "tope e impuesto" impactan inherentemente a los pobres y aquellos en áreas rurales, quienes tienen menos opciones en cuanto a opciones de consumo de energía.

### James Hansen
- http://www.treehugger.com/files/2009/12/nasa-climate-change-scientist-to-boycott-copenhagen-climate-summit.php Archivado el 19 de junio de 2010 en Wayback Machine. TreeHugger
- https://www.theguardian.com/science/2009/mar/18/nasa-climate-change-james-hansen The Guardian
- http://www.thestar.com/sciencetech/Environment/article/285582 Toronto Star
- https://web.archive.org/web/20091207233524/http://www.ecofactory.com/news/top-nasa-climate-scientist-copenhagen-must-fail-120309

Hansen quotes over climate change at British scientific journal Nature (journal)
- Heffernan, Olive (3 de diciembre de 2009). «Crunch time for climate change». Nature Climate Change 1 (912): 134. doi:10.1038/climate.2009.127.
- Kloor, Keith (26 de noviembre de 2009). «The eye of the storm». Nature Climate Change 1 (912): 139-140. doi:10.1038/climate.2009.124.
- Heffernan, Olive (5 de mayo de 2009). «Sufficient certainty». Nature Climate Change 1 (905): 53. doi:10.1038/climate.2009.42.
- Inman, Mason (30 de abril de 2009). «A sensitive subject». Nature Climate Change 1 (905): 59-61. doi:10.1038/climate.2009.41.
- Ackerman, Frank (9 de abril de 2009). «Stern advice for Copenhagen». Nature Climate Change 1 (905): 62-63. doi:10.1038/climate.2009.34.
- Kleiner, Kurt (19 de febrero de 2009). «Peak energy: promise or peril?». Nature Climate Change 1 (903): 31-33. doi:10.1038/climate.2009.19.
- Inman, Mason (15 de enero de 2009). «Where warming hits hard». Nature Climate Change 1 (902): 18-21. doi:10.1038/climate.2009.3.
- Inman, Mason (20 de noviembre de 2008). «Carbon is forever». Nature Climate Change 1 (812): 156-158. doi:10.1038/climate.2008.122.
- Oppenheimer, Michael (16 de enero de 2008). «An outspoken scientist». Nature Climate Change 1 (802): 20-21. doi:10.1038/climate.2008.3.
- Haag, Amanda Leigh (September 2007). «The even darker side of brown clouds». Nature Climate Change 1 (709): 52-53. doi:10.1038/climate.2007.41.
- Leigh, Amanda (18 de diciembre de 2008). «What we've learned in 2008». Nature Climate Change 1 (901): 4-6. doi:10.1038/climate.2008.142.
- A graphical representation of the protocol's failures & achievements

- Datos: Q5186852